# Jean-Baptiste Lauer
Jean Lauer, né le 25 mai 1758 à Sarreguemines (duché de Lorraine) et mort le 17 décembre 1816 à Paris, est un général français de la Révolution et de l’Empire.

## État de service
Il entre en service le 25 mai 1778, comme volontaire dans la cavalerie de la légion de Lauzun, et le 6 décembre 1779, il passe dans le 4e régiment de chasseurs à cheval. Il obtient le grade de brigadier le 9 juillet 1781, celui de maréchal des logis le 24 septembre 1784, et il est fait maréchal des logis-chef le 6 mai 1788.
Il est nommé sous-lieutenant le 8 mai 1792, et aide de camp du général d'Estournelles le 10 septembre suivant. Lieutenant le 16 mai 1793, il rejoint l’armée de la Moselle le 1er juin en qualité d’adjoint aux adjudants-généraux. Le 15 octobre, il passe aide de camp du général Burcy, et à la suite du décès au combat de ce dernier, il occupe les mêmes fonctions auprès du général Hatry le 26 novembre 1793. Il est blessé le 5 décembre suivant lors de l’attaque de Pellingen, et il reçoit un coup de baïonnette et un éclat d’obus en défendant les hauteurs de Deux-Ponts contre l’infanterie prussienne.
Il est nommé adjudant général chef de brigade le 13 mars 1794 par les représentants Baudot et Lacoste en mission aux armées du Rhin, il est confirmé dans son grade par la Convention le 16 avril suivant. En août 1794, il prend part à l’attaque de Trêves, et il enlève avec sa brigade quelques centaines de prisonniers et quatre pièces de canon. Pendant le Blocus de Mayence, il est chargé d’attaquer le plateau de Haupstein, situé devant la place, et il réussit à l’emporter avec peu de perte.
Pendant la retraite de l’armée du Rhin et à la bataille de Pfrim le 10 novembre 1795, il réussit à contenir l’armée ennemi jusqu’à sept heures du soir avec une seule division manquant de cartouches, et facilite la marche sur Neustadt. En 1797, il prend part à l’expédition dans les Grisons, et l’année suivante il est affecté à l’armée du Danube. 
Le 3 mai 1800, il participe à la Bataille de Moesskirch, où à la tête d’un escadron du 1er régiment de carabiniers, il reprend une position abandonnée par l’infanterie et il rétablit les communications sur la ligne de front.  Au passage du Danube, il prend le commandement de sa brigade, qui culbute l’ennemi, fait 600 prisonniers et prend 4 pièces de canon. Le même jour, à Dillingen, sa brigade ayant été renforcée par les 8e et 9e régiment de cavalerie, il charge de nouveau l’ennemi et il lui enlève tous ses convois de vivres et de munitions.
Le 3 août 1801, il est compris dans le cadre des adjudants commandants, et le 5 septembre suivant, il est mis à la tête de la 25e légion de gendarmerie nationale à Coblence. Il est fait chevalier de la Légion d’honneur le 5 février 1804, et officier de l’ordre le 14 juin suivant. Il fait les campagnes d’Autriche, de Prusse et de Pologne, en qualité de commandant de la force publique attaché à la Grande Armée. Il est promu général de brigade le 18 mars 1807, et le 18 juin 1808, il part pour Bayonne, affecté au grand quartier général de l’Armée d'Espagne pendant le séjour de l’Empereur dans la Péninsule.
Il est créé comte de l’Empire le 25 mars 1810, et il est élevé au grade de commandeur de la Légion d’honneur le 30 juin 1811. En 1812, lors de la campagne de Russie, il prend la fonction de grand prévôt de l’armée de Russie, et il parvient à ramener sur le Rhin 185 gendarmes sur 408 qui composaient le détachement de force publique à son départ de Moscou.
Le 14 mai 1813, il prend le commandement de la forteresse de Torgau, où il est fait prisonnier de guerre lors de la capitulation du 10 janvier 1814. Conduit en Russie, il est libéré en décembre 1814, et il est admis à la retraite le 27 janvier 1815.
Il est titulaire de la croix de chevalier de l’Ordre militaire de Maximilien-Joseph de Bavière.
Il meurt le 17 décembre 1816 à Paris.

## Armoiries
- Comte de l’Empire le 3 décembre 1809 (décret), le 25 mars 1810 (lettres patentes)

- Écartelé au premier des comtes tirés de l'armée ; au deuxième de gueules au lion d'or ; au troisième à la tour d'argent crénelée de trois pièces ouverte et ajourée de sable ; au quatrième d'azur au hussard à cheval contourné et armé d'un sabre retourné, le tout d'argent - Livrées : les couleurs de l'écu.

## Sources
- (en) « Generals Who Served in the French Army during the Period 1789 - 1814: Eberle to Exelmans »
- Thierry Pouliquen, « Les généraux français et étrangers ayant servis [sic] dans la Grande Armée » (consulté le 22 mars 2014)
- « La noblesse d’Empire » (consulté le 22 mars 2014)
- A. Lievyns, Jean Maurice Verdot, Pierre Bégat, Fastes de la Légion-d'honneur, biographie de tous les décorés accompagnée de l'histoire législative et réglementaire de l'ordre, tome 2, Bureau de l’administration, janvier 1844, 575 p. (lire en ligne), p. 525.
- (pl) « Napoléon.org.pl »